# Andreina Byrd
Andreina Kero, bis zu ihrer Hochzeit Andreina Byrd, (* 21. August 1978 in Heidelberg) ist eine deutsche Langstreckenläuferin.

## Leben
Sie wurde 1996 Deutsche Jugendmeisterin über 5000 Meter. Im Jahr darauf gewann sie über 15 Kilometer und wurde für die Junioreneuropameisterschaften nominiert, wie sie Platz sechs über 5000 Meter erreichte. Im Erwachsenenbereich wurde sie bei den Deutschen Meisterschaften 2001 Fünfte über 5000 Meter. Den gleichen Platz erreichte sie 2003 in der Halle über 3000 Meter.
2004 wurde Kero in der Halle Sechste über 3000 Meter. In der Freiluftsaison kam sie auf Platz acht über 10.000 Meter und bei den Deutschen Crossmeisterschaften wurde sie Siebte. Nachdem Irina Mikitenko ausfiel, wurde sie für die Crosslauf-Europameisterschaften nominiert, wo die deutsche Mannschaft Platz vier erreichte. Außerdem gewann sie in diesem Jahr die Deutsche Hochschulmeisterschaft über 3000 Meter. 2005 wurde sie bei den Deutschen Hallenmeisterschaften Zweite über 3000 Meter.
Kero startete für LAC Frankenthal, ABC Ludwigshafen, Schweriner SC und die MTG Mannheim. Sie studierte Medizin und Zell/Molekular-Biologie und heiratete 2009 den finnischen Läufer Jukka Kero.

## Persönliche Bestleistungen
- 1500 Meter: 4:21,84 Minuten, 23. Juni 1996 in Köln
- 3000 Meter: 9:26,09 Minuten, 7. Mai 1997 in Pfungstadt
- 5000 Meter: 16:12,11 Minuten, 20. April 2001 in Mount Sac
- 10.000 Meter: 35:05,92 Minuten, 20. Mai 2001 in Borna
- 10 km Straßenlauf: 34:44 Minuten, 11. September 2005 in Ottendorf
- Marathon: 2:53:26 Stunden, 26. Oktober 2003 in Frankfurt/Main